# (32929) 1995 QY9
(32929) 1995 QY9, planetoida z pasa Kuipera.

## Odkrycie i nazwa
Planetoida (32929) 1995 QY9 została odkryta w obserwatorium astronomicznym na Mauna Kea przez amerykańskich astronomów Davida Jewitta i Jun Chena w dniu 31 sierpnia 1995. Nazwa obiektu to prowizoryczne oznaczenie.

## Orbita
Orbita (32929) 1995 QY9 nachylona jest pod kątem 4,8˚ do ekliptyki, a jej mimośród wynosi 0,26. Ciało to krąży w średniej odległości 39,58 j.a. od Słońca, na co potrzebuje ponad 249 lat ziemskich. Peryhelium tego obiektu znajduje się w odległości 29,2 j.a., a aphelium zaś 49,9 j.a. od Słońca.

## Właściwości fizyczne
Rozmiary (32929) 1995 QL9 szacuje się na ok. 139 km. Absolutna wielkość gwiazdowa tej planetoidy wynosi 7,5m. Jest to najprawdopodobniej bardzo zimne ciało niebieskie. Jego obrót wokół własnej osi trwa 7 godzin.